# Dvogodišnje biljke
Dvogodišnje biljke (bijé ne), dvogodišnja biljka je svaka zeljasta cvjetnica koja svoj životni ciklus završava u dvije vegetacijske sezone. Tijekom prve vegetacijske sezone dvogodišnje biljke proizvode korijenje, stabljike i lišće. Tijekom druge vegetacijske sezone stvaraju cvjetove, plodove i sjemenke, a zatim umiru. Dvogodišnje biljke obično su porijeklom iz umjerene klime i često prezimljuju pod zemljom.
Mnogi članovi porodice peršina (Apiaceae) imaju dvogodišnji životni ciklus, uključujući peršin, korijander, kopar i Daucus carota carota, eng. nazivana čipka kraljice Anne. Jedna od ekonomski najvažnijih dvogodišnjih biljaka je mrkva, koja se bere nakon jedne vegetacijske sezone kada je organ za skladištenje hrane (jestivi korijen) postigao najveću veličinu. Ako se ostavi da ode u sjeme, biljka će koristiti hranu pohranjenu u glavnom korijenu za poticanje rasta svojih reproduktivnih struktura tijekom druge vegetacijske sezone. Određeni zvončići i neki nezaboravci također žive samo dvije vegetacijske sezone.